# Northvolt
Northvolt AB — шведський розробник і виробник акумуляторів, що спеціалізується на літій-іонній технології для електромобілів.

## Історія
Компанія була заснована як «SGF Energy» в 2015 році Пітером Карлссоном (нині генеральний директор), який раніше був виконавчим директором «Tesla Motors».
В 2017 році компанія змінила назву на «Northvolt».
Компанія була заснована з метою постачання автомобільній промисловості акумуляторів для електромобілів. 
У травні 2019 року Європейський інвестиційний банк запропонував позику на суму 3,5 мільярда шведських крон (близько 350 мільйонів євро).
У червні того ж року такі компанії, як BMW Group, Volkswagen Group, Goldman Sachs і Folksam, оголосили про інвестування в компанію. 
Загалом інвестиції склали 1 мільярд доларів США, що було створено як спосіб кинути виклик тому, що, як повідомлялося, як домінування Tesla, Inc. та азійських компаній, таких як Toyota та Nissan, на ринку акумуляторів для електромобілів.
Компанія розпочала будівництво акумуляторної фабрики в Шеллефтео, Швеція, з метою розпочати виробництво акумуляторів для електромобілів у 2021 році.
В 2019 році «Volkswagen» і «Northvolt» оголосили про будівництво другого заводу у Зальцгіттері, Німеччина, з метою розпочати виробництво в 2023 — 2024 рр. 
Метою було розпочати виробництво з 16 ГВт -год і збільшити його до 24 ГВт-год. 
У травні 2020 року «Volkswagen» оголосив, що побудує завод в основному самостійно, і інвестує в будівництво 450 мільйонів євро.
16 липня 2020 року було оголошено, що «Northvolt» і «BMW» підписали угоду на 2 мільярди євро, з метою постачння «Northvolt» акумуляторів, починаючи з 2024 року.
30 липня 2020 року Європейський інвестиційний банк надав «Northvolt» позику в розмірі 350 мільйонів євро для будівництва фабрики Шеллефтео.
Новинний вебсайт EURACTIV заявив у статті, що «Northvolt швидко створює репутацію компанії ЄС із виробництва власних акумуляторів».
Того ж дня було оголошено, що «Northvolt» отримав позики на суму 1,6 мільярда доларів США від консорціуму комерційних банків, пенсійних фондів та інших фінансових установ.

## Виробничі майданчики
«Northvolt» має фабрику в Шеллефтео, північна Швеція, і будує ще одну в Зальцгіттері, Німеччина, що є частиною плану «Northvolt» щодо збільшення виробничої потужності до 32 гігават-годин до 2023 року.
Її штаб-квартира з досліджень і розробок знаходиться у Вестеросі, Швеція.
Вважалося, що відкриття фабрики в Шеллефтео потенційно трансформує субарктичну Швецію та кардинально змінить місто. 
Проте було сказано, що це може бути потенційним ризиком через брак кваліфікованої робочої сили в регіоні. 

Фабрика стане найбільшою в історії Швеції, створюючи проблеми для новачків і існуючої спільноти. 

Оскільки енергоємний акумуляторний завод стратегічно розташований поблизу відновлюваних джерел енергії, частина заявленої мети компанії — зробити «найзеленіший елемент на Землі».
Наприкінці грудня 2021 року компанія оголосила, що гігафабрика «Skellefteå Northvolt Ett» («One») з 500 працівниками виготовила свою першу партію призматичних елементів у рамках процесу введення в експлуатацію обладнання. 
Завершення будівництва заводу та початкові поставки замовникам очікуються в 2022 році. 
Компанія прогнозує, що до 2024 року потужність батареї складе 16 гігават-годин (ГВт-год), що вистачить на ~300 000 електромобілів. 
З повними виробничими лініями та персоналом завод має виробляти 60 ГВт-год батарей з 3000 співробітників.